# Acuapa
Acuapa es una localidad de México perteneciente al municipio de Huejutla de Reyes en el estado de Hidalgo.

## Toponimia
Del náhuatl A-cua-pa; atl, agua, cualli, buena, pa, en: En agua buena.

## Geografía
Se encuentra en la región Huasteca; a la localidad le corresponden las coordenadas geográficas 21° 07’ 15.938” de latitud norte y 98° 29’ 12.149” de longitud oeste, con una altitud de 272 m s. n. m. Se localiza a  7.3 kilómetros, en dirección oeste, de la localidad de Huejutla.
En cuanto a fisiografía se encuentra dentro de la provincia de la Sierra Madre Oriental, dentro de la subprovincia del Carso Huasteco; su terreno es de sierra y lomerío. En lo que respecta a la hidrografía se encuentra posicionado en la región de Pánuco, dentro de la cuenca del río Moctezuma, en la subcuenca de río Los Hules. Cuenta con un clima semicálido húmedo con lluvias todo el año.

## Demografía
En 2020 registró una población de 1371 personas, lo que corresponde al 1.08 % de la población municipal. De los cuales 680 son hombres y 691 son mujeres. Tiene 334 viviendas particulares habitadas.
| Gráfica de evolución demográfica de Acuapa entre 1910 y 2020                                                |
| Error de línea de tiempo. No se pudieron almacenar archivos de salida                                       |
| Población de los censos y conteos del Instituto Nacional de Estadística y Geografía (INEGI) de 1910 a 2020. |